# 1968-as sakkolimpia
A 18. sakkolimpia 1968. október 17. és november 7. között Svájcban, Luganóban került megrendezésre. Helyszíne a Padiglione Conza volt. A versenyt sorrendben kilencedik alkalommal a Szovjetunió válogatottja nyerte. Magyarország a 6. helyen végzett.

## A résztvevők
Az eseményen 53 ország vett részt, 314 versenyzővel, amely a sakkolimpiák történetében mind az országok, mind a részt vevő versenyzők számát tekintve rekordnak volt tekinthető. A mezőny erősségét a megjelent 41 nemzetközi nagymester és 55 nemzetközi mester jelezte.
A szovjet csapat hat nemzetközi nagymesterrel, az első táblán a világbajnok Petroszjánnal ezúttal is a verseny esélyesének számított. Az amerikai csapatban ezúttal először szerepelt volna együtt Bobby Fischer és Samuel Reshevsky, aki az előző olimpiákon nem játszott Fischerrel egy csapatban, mert nem fogadta el, hogy Fischer mögött csak a második táblán játszhat. A szervezők a különc amerikai minden igényét teljesítették, Fischer azonban nem találta megfelelőnek a versenyterem világítását, és azt kérte, hogy külön teremben játszhassa mérkőzéseit. Ezt az igényét már nem voltak hajlandók teljesíteni, ezért Fischer visszalépett a versenytől. Az 1968-as események miatt Csehszlovákia csapatából politikai okok miatt hiányzott két éljátékosuk, Kavalek és Pachman. Ugyancsak hiányzott az argentin csapatból Miguel Najdorf.
A körülmények ismeretében a szovjetek mögött a dobogóra esélyesek között a 6 nagymesterrel felálló jugoszláv, valamint az 5 nagymesterrel felálló magyar válogatottat tartották számon.
A csapatok 6 főt nevezhettek, akik közül egyidejűleg négy játszott. Meg kellett adni a játékosok közötti erősorrendet, és az egyes fordulókban ennek megfelelően ülhettek le a táblákhoz. Ez lehetővé tette, hogy táblánként állapítsák meg és hirdessék ki a legjobb egyéni eredményt elérőket.

## A verseny lefolyása
Az 53 csapatot 7 elődöntő csoportba sorsolták, amelyekből az első két helyezett jutott az „A” döntőbe, a 3–4. helyezett a „B” döntő, az 5–6. helyezett a „C” döntő, a többiek a „D” döntő mezőnyét alkották.
A verseny az elődöntőben és a döntőkben is körmérkőzéses formában zajlott. A döntőbe jutott csapatok az elődöntőbeli egymás elleni eredményüket tovább vitték a döntőbe. A csapat eredményét az egyes versenyzők által megszerzett pontok alapján számolták. Holtverseny esetén a csapateredményeket vették figyelembe, ahol a csapatgyőzelem 2 pontot, a döntetlen 1 pontot ért. A játszmákban 2 óra 30 perc állt rendelkezésre 40 lépés megtételéhez, majd további óránként 16 lépést kellett megtenni.
A versenyt nagy fölénnyel, játszmaveszteség nélkül, sorban kilencedszer a címvédő szovjet csapat nyerte Jugoszlávia és Bulgária előtt. Magyarország az előtte végző csapatoktól egyaránt vereséget szenvedve a 6. helyen végzett. Játékosaink közül Barcza Gedeon az első tartalékok között egyéni bronzérmet szerzett.

## A verseny eredményei

### Elődöntők
- 1. csoport: 1. Szovjetunió 27, 2. Fülöp-szigetek 19, 3. Anglia 19, 4. Izrael 18½, 5. Olaszország 10½, 6. Portugália 10, 7. Mexikó 4½, 8. Ciprus 3½.
- 2. csoport: 1. Dánia 16½, 2. Amerikai Egyesült Államok 16½, 3. Mongólia 13, 4. Ausztria 12, 5. Ausztrália 9½, 6. Venezuela 9, 7. Franciaország 7½.
- 3. csoport: 1. Jugoszlávia 19½, 2. Lengyelország 18½, 3. Spanyolország 17, 4. Skócia 12½, 5. Dél-afrikai Köztársaság 8½, 6. Luxemburg 4½, 7. Dominikai Köztársaság 3½.
- 4. csoport: 1. Magyarország 22½, 2. Kanada 19½, 3. Hollandia 19½, 4. Belgium 15½ 5. Monaco 11, 6. Írország 10, 7. Paraguay 10, 8. Costa Rica 4.
- 5. csoport: 1. NSZK 22, 2. Románia 20, 3. Svájc 18, 4. Brazília 17, 5. Norvégia 15, 6. Puerto Rico 11, 7. Hongkong 6½ 8. Líbia 2½.
- 6. csoport: 1. Argentína 19½, 2. NDK 19½, 3. Finnország 13½, 4. Svédország 11½, 5. Görögország 10½, 6. Marokkó 5, 7. Amerikai Virgin-szigetek 4½.
- 7. csoport: 1. Bulgária 22½, 2. Csehszlovákia 22, 3. Izland 19½, 4. Kuba 17, 5. Tunézia 13, 6. Törökország 10½, 7. Szingapúr 7½, 8. Andorra 0.

### Az „A” döntő végeredménye
| H. | Ország                    | 1  | 2  | 3  | 4  | 5  | 6  | 7  | 8  | 9  | 10 | 11 | 12 | 13 | 14 |  | +  | −  | = | Pont |
| -- | ------------------------- | -- | -- | -- | -- | -- | -- | -- | -- | -- | -- | -- | -- | -- | -- |  | -- | -- | - | ---- |
| 1  | Szovjetunió               |    | 2½ | 3  | 3½ | 2  | 3  | 2½ | 3  | 3  | 3  | 4  | 4  | 2  | 4  |  | 11 | 0  | 2 | 39½  |
| 2  | Jugoszlávia               | 1½ |    | 1½ | 2  | 2  | 2½ | 1½ | 2½ | 2½ | 3  | 2½ | 3  | 2½ | 4  |  | 8  | 3  | 2 | 31   |
| 3  | Bulgária                  | 1  | 2½ |    | 2  | 2  | 2½ | 1½ | 3½ | 2½ | 2½ | 2½ | 2  | 2  | 3½ |  | 7  | 2  | 4 | 30   |
| 4  | Amerikai Egyesült Államok | ½  | 2  | 2  |    | 2½ | 2½ | 3  | 2½ | 2½ | 1½ | 3  | 1½ | 4  | 2  |  | 7  | 3  | 3 | 29½  |
| 5  | NSZK                      | 2  | 2  | 2  | 1½ |    | 2½ | 3½ | 2  | 1½ | 2  | 2  | 2  | 2½ | 3½ |  | 4  | 2  | 7 | 29   |
| 6  | Magyarország              | 1  | 1½ | 1½ | 1½ | 1½ |    | 2½ | 2½ | 2  | 2  | 3  | 3  | 3  | 2½ |  | 6  | 5  | 2 | 27½  |
| 7  | Argentína                 | 1½ | 2½ | 2½ | 1  | ½  | 1½ |    | 2  | 2  | 2½ | 2  | 2½ | 3  | 2½ |  | 6  | 4  | 3 | 26   |
| 8  | Románia                   | 1  | 1½ | ½  | 1½ | 2  | 1½ | 2  |    | 2½ | 2½ | 2½ | 3  | 3  | 2½ |  | 6  | 5  | 2 | 26   |
| 9  | Csehszlovákia             | 1  | 1½ | 1½ | 1½ | 2½ | 2  | 2  | 1½ |    | 2½ | ½  | 3  | 2½ | 2½ |  | 5  | 6  | 2 | 24½  |
| 10 | NDK                       | 1  | 1  | 1½ | 2½ | 2  | 2  | 1½ | 1½ | 1½ |    | 2  | 2½ | 2½ | 3  |  | 4  | 6  | 3 | 24½  |
| 11 | Lengyelország             | 0  | 1½ | 1½ | 1  | 2  | 1  | 2  | 1½ | 3½ | 2  |    | 1½ | 3  | 2½ |  | 3  | 7  | 3 | 23   |
| 12 | Dánia                     | 0  | 1  | 2  | 2½ | 2  | 1  | 1½ | 1  | 1  | 1½ | 2½ |    | 2½ | 2½ |  | 4  | 7  | 2 | 21   |
| 13 | Kanada                    | 2  | 1½ | 2  | 0  | 1½ | 1  | 1  | 1  | 1½ | 1½ | 1  | 1½ |    | 3½ |  | 1  | 10 | 2 | 19   |
| 14 | Fülöp-szigetek            | 0  | 0  | ½  | 2  | ½  | 1½ | 1½ | 1½ | 1½ | 1  | 1½ | 1½ | ½  |    |  | 0  | 12 | 1 | 13½  |

## Az egyéni legjobb pontszerzők
Táblánként az első három legjobb százalékos arányt elérő versenyzőt díjazták éremmel az elődöntőben és a döntőben elért összesített eredményeik alapján. A magyarok közül Barcza Gedeon az első tartalékok között egyéni bronzérmet szerzett.
| H. | Versenyző neve    | Ország      | Döntő | Pont | Játszmaszám | Százalék |
| -- | ----------------- | ----------- | ----- | ---- | ----------- | -------- |
|    | Tigran Petroszján | Szovjetunió | A     | 10½  | 12          | 87,5     |
|    | Jonathan Penrose  | Anglia      | B     | 12½  | 15          | 83,3     |
|    | Svein Johannessen | Norvégia    | C     | 10   | 13          | 76,9     |
| H. | Versenyző neve    | Ország      | Döntő | Pont | Játszmaszám | Százalék |
| -- | ----------------- | ----------- | ----- | ---- | ----------- | -------- |
|    | Georgi Tringov    | Bulgária    | A     | 11   | 14          | 78,6     |
|    | Lothar Schmid     | NSZK        | A     | 9    | 12          | 75       |
|    | Borisz Szpasszkij | Szovjetunió | A     | 10   | 14          | 71,4     |
| H. | Versenyző neve  | Ország        | Döntő | Pont | Játszmaszám | Százalék |
| -- | --------------- | ------------- | ----- | ---- | ----------- | -------- |
|    | Viktor Korcsnoj | Szovjetunió   | A     | 11   | 13          | 84,6     |
|    | Yair Kraidman   | Izrael        | B     | 11   | 14          | 78,6     |
|    | Bernard Huguet  | Franciaország | D     | 10   | 13          | 76,9     |
| H. | Versenyző neve       | Ország      | Döntő | Pont | Játszmaszám | Százalék |
| -- | -------------------- | ----------- | ----- | ---- | ----------- | -------- |
|    | Shimon Kagan         | Izrael      | B     | 10½  | 13          | 80,8     |
|    | Efim Geller          | Szovjetunió | A     | 9½   | 12          | 79,2     |
|    | Raymond Dennis Keene | Anglia      | B     | 13   | 17          | 76,5     |
| H. | Versenyző neve     | Ország       | Döntő | Pont | Játszmaszám | Százalék |
| -- | ------------------ | ------------ | ----- | ---- | ----------- | -------- |
|    | Glicerio Badilles  | Hongkong     | D     | 11½  | 14          | 82,1     |
|    | Lev Polugajevszkij | Szovjetunió  | A     | 10½  | 13          | 80,8     |
|    | Barcza Gedeon      | Magyarország | A     | 10½  | 14          | 75       |
|    | Heinz Liebert      | NDK          | A     | 9    | 12          | 75       |
|    | Ivan Radulov       | Bulgária     | A     | 10½  | 14          | 75       |
| H. | Versenyző neve     | Ország                    | Döntő | Pont | Játszmaszám | Százalék |
| -- | ------------------ | ------------------------- | ----- | ---- | ----------- | -------- |
|    | Vaszilij Szmiszlov | Szovjetunió               | A     | 11   | 12          | 91,7     |
|    | Terrey Ian Shaw    | Ausztrália                | C     | 12   | 14          | 85,7     |
|    | Donald Byrne       | Amerikai Egyesült Államok | A     | 9    | 12          | 75       |
|    | Lodewijk Prins     | Hollandia                 | B     | 9    | 12          | 75       |

## A dobogón végzett csapatok tagjainak egyéni eredményei
| Szovjetunió - Tigran Petroszján (+9 −0 =3) - Borisz Szpasszkij (+6 −0 =8) - Viktor Korcsnoj (+9 −0 =4) - Efim Geller (+7 −0 =5) - Lev Polugajevszkij (+8 −0 =5) - Vaszilij Szmiszlov (+10 −0 =2) | Jugoszlávia - Svetozar Gligorić (+5 −1 =9) - Borislav Ivkov (+5 −1 =8) - Alekszandar Matanović (+5 −0 =8) - Milan Matulović (+8 −2 =5) - Bruno Parma (+2 −0 =6) - Dragoljub Čirić (+4 −1 =2) | Bulgária - Milko Bobotsov (+6 -1 =10) - Georgi Tringov (+8 −0 =6) - Nikola Padevsky (+4 −2 =9) - Atanas Kolarov (+4 −3 =4) - Ivan Radulov (+8 −1 =5) - Peicho Peev (+2 −1 =2) |

## A magyar versenyzők eredményei
| Forduló                            | Ellenfél                           | Portisch Lajos    | Portisch Lajos | Szabó László    | Szabó László | Bilek István    | Bilek István | Lengyel Levente    | Lengyel Levente | Barcza Gedeon | Barcza Gedeon | Csom István | Csom István | Pont |
| ---------------------------------- | ---------------------------------- | ----------------- | -------------- | --------------- | ------------ | --------------- | ------------ | ------------------ | --------------- | ------------- | ------------- | ----------- | ----------- | ---- |
| Elődöntő (4. csoport)              |                                    |                   |                |                 |              |                 |              |                    |                 |               |               |             |             |      |
| 1                                  | Írország                           |                   |                |                 |              | Heidenfeld      | ½            | Reilly             | 1               | O’Riordan     | 1             | De Loughrey | 1           | 3½   |
| 2                                  | Hollandia                          | Donner            | 1              | Ree             | ½            | Langeweg        | ½            |                    |                 | Bouwmeester   | ½             |             |             | 2½   |
| 3                                  | Belgium                            | Boey              | 1              | Cornelis        | 0            |                 |              | Beyen              | 1               |               |               | Dunkelblum  | 1           | 3    |
| 4                                  | Paraguay                           |                   |                |                 |              | Silva           | 1            | Recalde            | ½               | Riego Prieto  | 1             | Gonzáles J. | 1           | 3½   |
| 5                                  | Monaco                             | Casa              | ½              | Weiss           | 1            |                 |              |                    |                 | Donné         | 1             | Kann        | 1           | 3½   |
| 6                                  | Kanada                             | Yanofsky          | ½              | Suttles         | ½            | Allan           | 1            | Day                | 1               |               |               |             |             | 3    |
| 7                                  | Costa Rica                         |                   |                |                 |              | Rovira Mas      | 1            | Van der Laat Ulloa | ½               | Wyss          | 1             | Batres      | 1           | 3½   |
| „A” döntő                          |                                    |                   |                |                 |              |                 |              |                    |                 |               |               |             |             |      |
| 1                                  | Kanada                             |                   |                |                 |              |                 |              |                    |                 |               |               |             |             | 3    |
| 2                                  | Fülöp-szigetek                     | Reyes             | 1              |                 |              | Naranja         | ½            |                    |                 | Bandal        | 1             | Rodríguez   | 0           | 2½   |
| 3                                  | Bulgária                           | Bobotsov          | ½              | Tringov         | 0            |                 |              | Padevsky           | ½               | Radulov       | ½             |             |             | 1½   |
| 4                                  | Szovjetunió                        | Borisz Szpasszkij | ½              | Viktor Korcsnoj | 0            | Efim Geller     | ½            | Lev Polugajevszkij | 0               |               |               |             |             | 1    |
| 5                                  | Csehszlovákia                      | Hort              | 1              |                 |              | Filip           | 0            |                    |                 | Smejkal       | 1             | Jansa       | 0           | 2    |
| 6                                  | Románia                            |                   |                | Gheorghiu       | ½            |                 |              | Ciocâltea          | ½               | Ghiţescu      | ½             | Drimer      | 1           | 2½   |
| 7                                  | Amerikai Egyesült Államok          | Reshevsky         | ½              |                 |              | Evans           | 0            | Byrne R.           | ½               |               |               | Lombardy    | ½           | 1½   |
| 8                                  | Argentína                          | Panno             | 1              | Sanguineti      | 0            |                 |              | Rubinetti          | 1               | García R.     | ½             |             |             | 2½   |
| 9                                  | Jugoszlávia                        | Gligorić          | 0              | Ivkov           | ½            |                 |              | Matanović          | ½               |               |               | Matulović   | ½           | 1½   |
| 10                                 | Lengyelország                      | Bednarski         | 1              |                 |              |                 |              | Doda               | ½               | Schmidt       | ½             | Adamski     | 1           | 3    |
| 11                                 | NDK                                | Pietzsch          | 1              | Zinn            | ½            |                 |              |                    |                 | Malich        | ½             | Liebert     | 0           | 2    |
| 12                                 | Dánia                              | Bent Larsen       | 1              |                 |              | Brinck-Claussen | ½            | Hamann             | ½               | Petersen      | 1             |             |             | 3    |
| 13                                 | NSZK                               | Unzicker          | ½              |                 |              | Pfleger         | 0            | Hübner             | ½               | Hecht         | ½             |             |             | 1½   |
| Szerzett pontszám (Játszmák száma) | Szerzett pontszám (Játszmák száma) | 11 (15)           | 11 (15)        | 3½ (10)         | 3½ (10)      | 5½ (11)         | 5½ (11)      | 8½ (14)            | 8½ (14)         | 10½ (14)      | 10½ (14)      | 8 (12)      | 8 (12)      |      |